# Die Neuen in Lissabon
Die Neuen in Lissabon (port. Originaltitel: Lisboetas, dt.: Lissabonner) ist ein Dokumentarfilm des portugiesisch-französischen Regisseurs Sérgio Tréfaut aus dem Jahr 2004 über die neuen Einwanderer in Lissabon.

## Handlung
Der Film stellt verschiedene Einwanderer vor, die in Lissabon versuchen, ein besseres Leben zu finden. Chinesen, Schwarzafrikaner, Russen, Ukrainer, Brasilianer, Rumänen u. a. erzählen von ihren guten und schlechten Erfahrungen, von ihren Hoffnungen und Problemen. Die Kamera zeigt die Personen in Alltagsszenen, bei der Arbeit und bei Behörden und lässt die Einwanderer über ihr Leben erzählen.

## Rezeption
Nachdem Portugal über Generationen immer neue Auswanderungswellen kannte und nach der Nelkenrevolution mit den Heimkehrern aus den Kolonien lediglich einwandernde Landsleute erlebte, stellte sich mit dem zunehmenden Entwicklungsstand seit den 1990er Jahren ein für Portugal neues Phänomen ein. Aus den verschiedensten Ländern eingewanderten Menschen suchten in Portugal eine bessere Zukunft. Der ruhige, beobachtende Film traf auf großes Interesse in Portugal und wurde 2004 zum bis dahin meistgesehenen portugiesischen Dokumentarfilm aller Zeiten.
Auch die Filmkritik lobte den Film. Der Filmkritiker Jorge Leitão Ramos schrieb in der Zeitung Expresso, der Film schärfe den Blick für den Nächsten und man komme menschlicher aus dem Film. Auf dem IndieLisboa-Filmfestival 2004 wurde Lisboetas als bester portugiesischer Film ausgezeichnet und gewann u. a. auch in Uruguay und Brasilien erste Preise.

„Der Film schildert die Situation und den (Arbeits-)Alltag der Zuwanderer und stellt fest, dass Portugal auf den Boom kaum vorbereitet ist.“